# Олександрівка (Зачепилівська селищна громада)
Олекса́ндрівка —  село в Україні, у Зачепилівській селищній громаді Берестинського району Харківської області. Населення становить 446 осіб.

## Географія
Село Олександрівка розташоване за 140 км від обласного центру та 30 км від районного центру, на березі річки Вошива, русло річки звивисте, утворює декілька стариць, вище за течією на відстані 1 км розташоване село Забарине, нижче за течією на відстані 1 км - село Миколаївка.

## Історія
Село засноване 1750 року.
До 2017 року належало до Забаринської сільської ради, яка в ході децентралізації, увійшла до складу Зачепилівської селищної громади.
17 липня 2020 року, в результаті адміністративно-територіальної реформи та ліквідації Зачепилівського району, село увійшло до складу новоутвореного Красноградського (Берестинського) району.

## Населення
За переписом УРСР 1989 року чисельність наявного населення села становила 424 особи, з яких 182 чоловіки та 242 жінки.
За переписом населення України 2001 року в селі мешкало 409 осіб.

### Мова
Розподіл населення за рідною мовою за даними перепису 2001 року:
| Мова       | Відсоток |
| ---------- | -------- |
| українська | 95,74 %  |
| російська  | 3,36 %   |
| молдовська | 0,22 %   |
| інші       | 0,68 %   |

## Економіка
- Молочно-товарна ферма, машинно-тракторні майстерні.
- КСП «Олександрівське»

## Об'єкти соціальної сфери
- Середня загальноосвітня школа.
- Клуб.

## Пам'ятка
У 1993 році в селі встановлений пам'ятник російському композиторові Петру Чайковському, скульптор В. О. Федоров, архітектор Н. А. Фоменко. Скульптура з бронзи, заввишки 2,4 м, розмір постаменту — 0,15х1,8х1,2 м, бетон. Є пам'яткою монументального мистецтва місцевого, відповідно з розпорядженням Харківської ОДА № 975 від 18.09.1997 року. Охоронна зона — 25 м.

## Відома особа
- Рудь Микола Данилович (1912—1989) — український поет і прозаїк.